# 85A busz (Budapest)
A budapesti 85A jelzésű autóbusz az Örs vezér tere és a Maglódi út között közlekedett. A vonalat a Budapesti Közlekedési Vállalat üzemeltette.

## Története
A járatot 1976. május 3-án indították az Örs vezér tere és a Maglódi út között a 85-ös busz betétjárataként. 1979. április 30-án megszűnt a 85-ös busz csuklósítása miatt.

## Útvonala
| Örs vezér tere → Maglódi út → Örs vezér tere |
| --- |
| Örs vezér tere vá. – Fehér út – Élessarok – Kőrösi Csoma út – Harmat utca – Kada utca – Maglódi út vá. – Kada utca – Maglódi út – Téglavető utca – Harmat utca – Kőrösi Csoma út – Élessarok – Fehér út – Örs vezér tere vá. |

## Megállóhelyei
| 0  | Örs vezér tere végállomás       | 13 | Gödöllői és csömöri HÉV 31, 32, 32, 44, 44A, 45, 46, 61, 61E, 67, 76, 77, 85, 85, 100, 130, 132, 144, 145 13, 62 81, 82 |
| 2  | Finommechanikai Művek           | 11 | 32, 61, 85 13 |
| 3  | Aluljáró                        | 10 | 32, 61, 85 13 |
| 6  | Élessarok                       | 8  | 32, 32, 61, 62, 62, 85, 132, 168 13, 28, 37                                                                             |
| 8  | Harmat utca (↓) Nyitra utca (↑) | 6  | 32, 62, 85, 168, 185 13, 28                                                                                             |
| 9  | Ihász utca                      | 5  | 85, 185 |
| 10 | Gitár utca                      | 4  | 85, 185 |
| 11 | Szlávy utca                     | ∫  | 85, 185 |
| 12 | Kada utca                       | ∫  | 85, 185, 95 |
| 13 | Mádi utca                       | ∫  | 85, 185, 95, 95 |
| ∫  | Mádi utca                       | 3  | 85, 185 |
| ∫  | Téglavető utca                  | 2  | 85 |
| ∫  | Kocka utca                      | 1  | 85 28, 37 |
| 14 | Maglódi út végállomás           | 0  | 85, 95 28, 37 |